# Варипсав
Варипсав  (греч. Βαριψαββᾶς, Βαρυψαββᾶς, Βαρυψαβᾶς или Βαρυζαβᾶς]; I–II века ?) — священномученик древней Церкви, отшельник, хранитель Крови Христовой.
Жил во II веке, имел при себе, как говорит предание, великую святыню — Кровь и воду, истекшие из пречистого ребра Господа нашего Иисуса Христа. По преданию, некий праведник, по имени Иаков, присутствовавший при распятии Спасителя, собрал в сосуд из тыквы, Кровь и воду, которые истекли из ребра Господа. Чтобы скрыть святыню от нечестивых, Иаков сверху наполнил сосуд маслом; от его содержимого происходили исцеления и чудеса. После смерти Иакова сосуд перешёл к двум отшельникам. Один из них перед своей кончиной передал святыню Варипсаву, возможно сирийцу, позже подвизавшемуся в местности Каттара Сухрейская (греч. Σουχρεῶν), предположительно расположенной в Персии.
Елеем, под которым постоянно скрывалась святыня, он совершал много чудес и исцелений. Злые люди из корысти ночью убили угодника Божия, но бесценное сокровище осталось для них сокрытым. Перед смертью Варипсав вручил сосуд своему ученику. Автор жития Варипсава, опубликованного в Acta Sanctorum неизвестен.
Мученическая кончина св. Варипсава и его подвиг относятся ко II веку.